# Iuliu Moldovan (pictor)
Iuliu Moldovan (n. 30 august 1956, Târnăveni) este un artist plastic român.

## Studii
Artistul pictează de la vârsta de 12 ani, arta plastică fiind pentru el un mod de viață, suportul său existențial. La această vârstă încearcă studii după natură, peisaje, naturi statice neîncercând a reproduce după mijloace fotografice. Este preocupat de arhitectură, aerodinamică, anatomia omului etc. Mai târziu studiază Istoria Artelor Plastice Universale, făcând studii după operele de Artă ale marilor maeștrii. După cursurile liceale, Iuliu Moldovan urmează Școala Populară de Artă din Târgu Mureș.
Timp de 16 ani locuiește în capitală unde pictează și restaurează pe șantiere de Artă Monumentală. În această perioadă, Iuliu Moldovan este student la Academia de Artă București-secția Artă Monumentală, profilul Arte plastice și decorative, durata de studii 6 ani. 

## Activitate
Pictează de 40 de ani, pictând peste o mie de lucrări, în marea lor majoritate aflându-se în colecții particulare în țară și străinătate. Arta sa suferă o continuă schimbare, artistul fiind într-o perpetuă căutare. Ajungând la maturitate trece ușor de la o formă la alta de exprimare, de la pictura de șevalet la cea murală și invers. Prin arta sa dezvoltă compoziții monumentale de mari dimensiuni, pictate în tehnici mixte, abordând subiecte de importanță istorică, religioasă, de ambient, aceste ansambluri monumentale fiind aflate în spații publice : parcuri, fațade clădiri, biblioteci, biserici.
Compozițiile sale sunt ordonate de tușe severe deschise în adâncime, pline de încărcătură lirică, dezvăluind un bogat filon expresionist, degajând puternice tensiuni interioare. Dinamismul suprafeței și masivitatea formei dă o notă definitorie creației sale. Imaginea sa plastică este o analiză profundă a lumii materiale și a formelor, cu structurile lor diferite. Desenator și colorist de o rară vocație, creează cu o forță debordantă opere de o reală valoare.
Iuliu Moldovan este ,,Creator de Școală Nouă’’- Artistul a înființat Atelierul de Artă Plastică ,,A96’’, școală unde se pregătesc tinerii artiști ai orașului de pe Târnava Mică pentru liceele și Instituțiile de Artă, naționale și internaționale. La școala sa s-au format peste 28 tineri care actualmente profesează în domeniul artelor. Artist cu activitate marcantă în viața culturală a cetății, a județului Mureș și nu numai, este unul dintre ambasadorii acestui spațiu transilvan peste hotare. Se afirma ca un artist complex, arta sa fiind recunoscută internațional depășind granițele europene, ajungând pe alte continente (SUA-Canada, Australia).

## Opera

### Expoziții de grup
- 1990: Expoziția itinerantă „România salută Europa”(Austria, Suedia, Germania, Belgia, Franța) Expoziție republicană de pictură - Teatrul Național București.
- 1991: Expoziția „Filocalia” - Muzeul de Istorie Națională, București.
- 1991: Expoziție „16-22” Galeria „Căminul Artei” etaj, București.
- 1992: Salonul Municipal de Pictură - Teatrul Național București.
- 1993: Proiectul pentru Monumentul „Martirii bisericii Greco-catolice din România”.
- 1994: Expoziție de diplomă - Teatrul Național București.
- 1998: Expoziție de grup sub egida toamnei culturale franceze Ronchin – Franța.  Arhivat în 12 aprilie 2019, la Wayback Machine.

### Lucrări in străinatate
- ACHEN - Germania - Școala de Artă.
- GRENOBLE - Franța - Primăria orașului.
- RONCHIN - Franța - Primăria orașului.
- POHLHEIM - Germania - Primăria orașului.

### Colecții particulare
- 1994: Peisaj flamand (marmură) - Roma - Italia.
- 1995: Icoane – Spania,Canada,SUA.
- 1996: Parcul Copiilor - Primăria Orașului Târnăveni.
- 1997: Expoziția „Întoarcerea fiului risipitor”.

### Atelier ’96 Târnăveni
- 1997: Expoziție de grup - „Atelier `96” Târnăveni, „Răstignirea” - „Atelier `96” Târnăveni.
- 1998: „Orașul meu” - „Atelier `96” Târnăveni.
- 1999: Expoziție de pictură - Târnăveni.
- 2000: Proiect și pictarea unei lucrări de artă monumentală „Zidul prieteniei” Târnăveni.
- 2001: Expoziția Premiului pentru peisaj al Consiliului European - Strassbourg.
- 2002: Lucrare artă monumentală - moduli Centrul Cultural Francez - Târnăveni.
- 2003: Restaurare Iconostas Biserica Greco - Catolică „Sfinții Mihail și Gavril” Târnăveni.
- 2004: Expoziție de icoane pe sticlă, Festivalul mondial al culturii Lille – Franța.
- 2004: Expoziție Arnsburg - Germania.
- 2005: Expoziția personală „Arlechinul” - Casa Municipală de Cultură „Mihai Eminescu” Târnăveni.
- 2005: Salonul de iarnă - Palatul Culturii – parter, Târgu-Mureș.
- 2005: Diplomă de Excelență din partea Rumänienhilfe für Siebenburoen e.V. Pohlheim -Germania - pentru merite deosebite în munca de cooperare culturală între Germania și România.
- 2006: Salonul de iarnă - Palatul Culturii Târgu-Mureș.
- 2007: Expoziție personală „Păsările”- Casa Municipală de Cultură „Mihai Eminescu” Târnăveni.
- 2007: Expoziție de sculptură „Criptograme” – Casa Municipală de Cultură „Mihai Eminescu” Târnăveni.
- 2007: Salonul de iarnă – Palatul Culturii Târgu-Mureș.
- 2008: Vernisaj Salonul Artelor – Casa Municipală de Cultură „Mihai Eminescu”, Târnăveni.
- 2008: Salonul de iarnă al Uniunii Artiștilor Plastici din România, Filiala Mureș – Palatul Culturii Târgu Mureș.
- 2008: Expoziție de Pictură. Primăria din Ronchin – Franța.

### Restaurări
- Restaurare Biserica - Mănăstire ortodoxă Plătărești - Ilfov.
- Restaurarea Bisericii greco-catolice „Aqvila” - București.
- Proiect și execuție - restaurare Iconostas - Biserica parohială greco-catolică „Sfinții Mihail și Gavril” (Din deal) - Târnăveni.
- Proiect de restaurare plafon (oglindă) sinagogă -„Centrul Cultural Maghiar” - Municipiul Târnăveni.
- Proiect și execuție lucrarea de artă monumentală „Zidul prieteniei” - Târnăveni(20mx7m)
- Condus proiect și execuție lucrarea de artă monumentală „Istorie Transilvană” (7m x2,50 m), Târnăveni.

## Scrieri
- Iuliu Moldovan, Locașurile de cult din Târnăveni: repere culturale și istorice, Editura Tipomur, 2013; ISBN: 9737210506, 9789737210500